# Ford Quadricycle
Pour les articles homonymes, voir Ford (homonymie).
La Ford Quadricycle est le premier prototype d'automobile conçu par l'inventeur et industriel Henry Ford (1863-1947). Expérimenté avec succès le 4 juin 1896 à Détroit, et construit à trois exemplaires, il est à l'origine de la fondation de l'empire industriel Ford qui révolutionne la société, le monde de l'automobile, et l'industrie mondiale du XXe siècle,.

## Historique
Né en 1863 dans une famille de fermiers aisée du Michigan, Henry Ford se passionne dès l'âge de 12 ans pour la mécanique et les machines à vapeur de la révolution industrielle du XIXe siècle (il fabrique sa première machine à vapeur à l'âge de 15 ans dans l'atelier familial, avant de quitter la maison en 1879 pour la ville voisine de Détroit où il devient apprenti mécanicien, et travaille entre autres pour la Westinghouse Electric Company en 1880, puis en 1891 pour la centrale thermique à charbon General Electric de Thomas Edison à Détroit, en tant qu'ingénieur mécanicien autodidacte, chef machiniste.

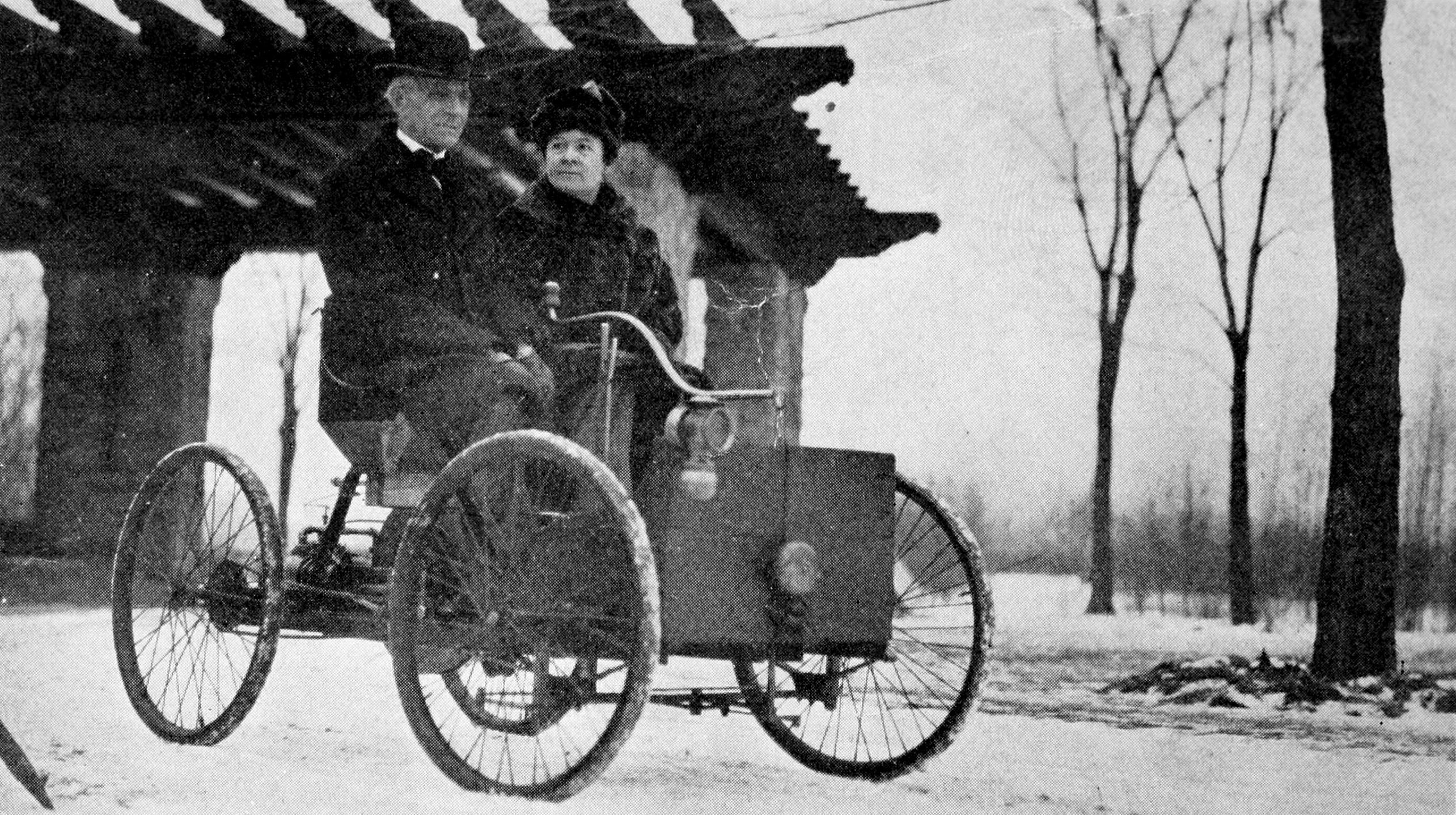
Pilotée par Henry Ford et son épouse.
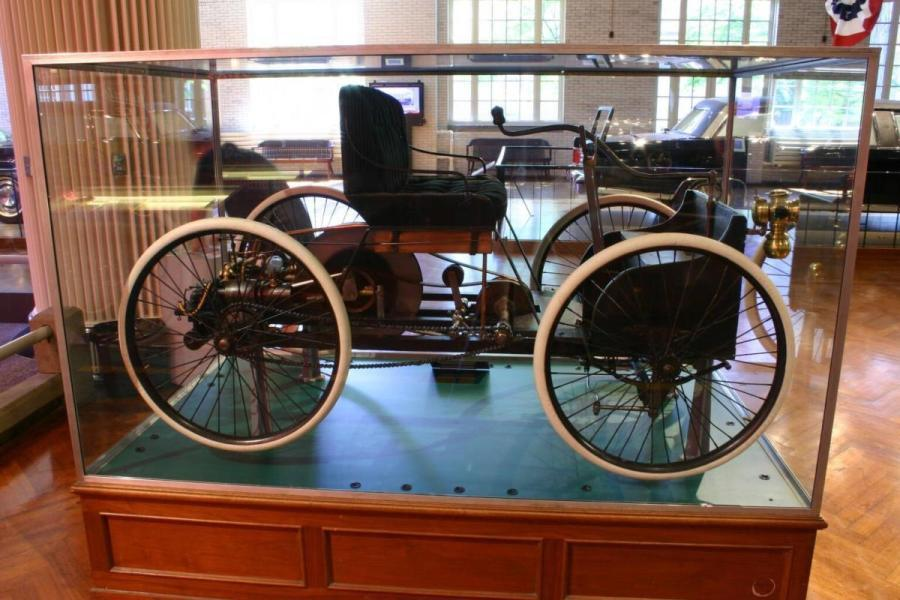
Musée The Henry Ford de Détroit.
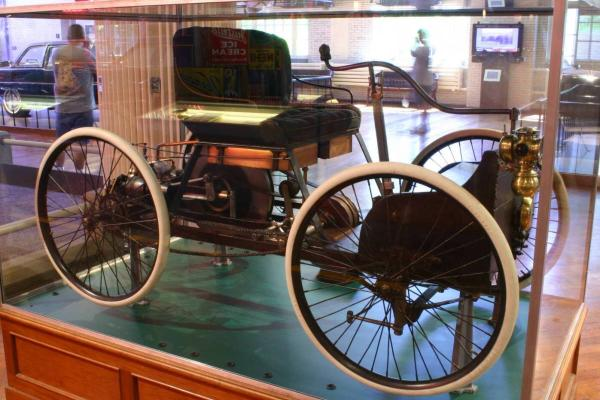
Musée The Henry Ford de Détroit.

À l'époque des voitures à cheval, des machines à vapeur, de l'invention du moteur Daimler Type P allemand de 1891 (premier moteur à essence fabriqué en série du monde) il découvre un moteur à essence dans le numéro du 7 novembre 1895 du magazine American Machinist (en), qui lui inspire le rêve de concevoir et industrialiser sa propre « voiture sans chevaux à essence » en s'associant avec son mentor et ami Charles Brady King (inventeur d'un des premiers prototypes de véhicule à moteur à essence de Détroit, expérimenté en 1896 à la vitesse de 8 km/h) ainsi qu'avec James Bishop (son principal assistant en chef) et à un important réseau de collègues ingénieurs de l'industrie de Détroit. 

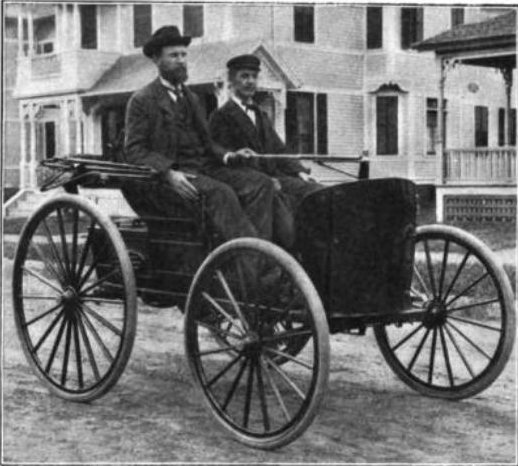
Première voiture américaine Duryea de 1894.
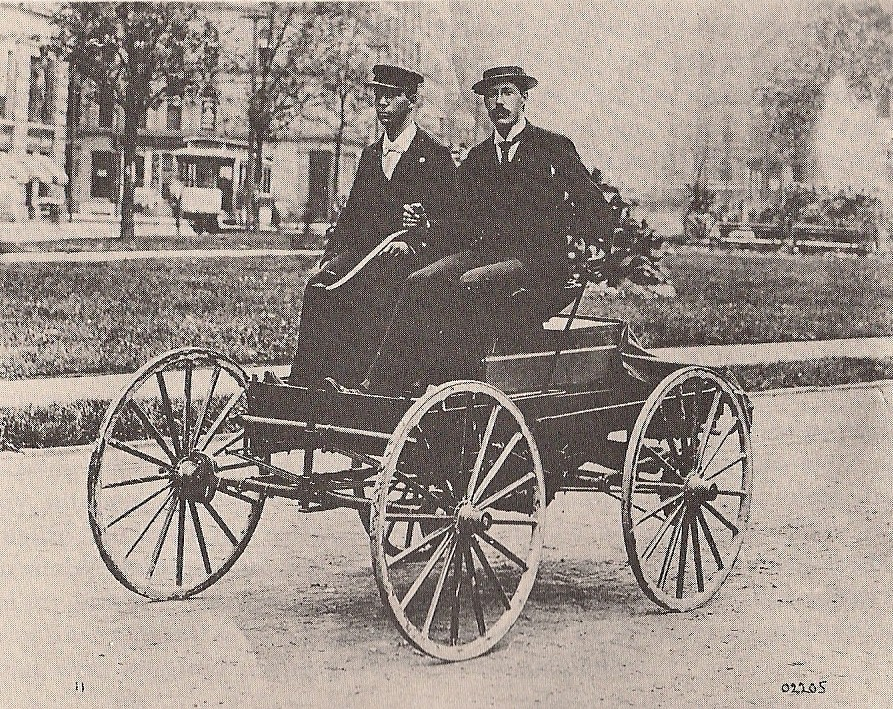
Première voiture de Charles Brady King en 1896.
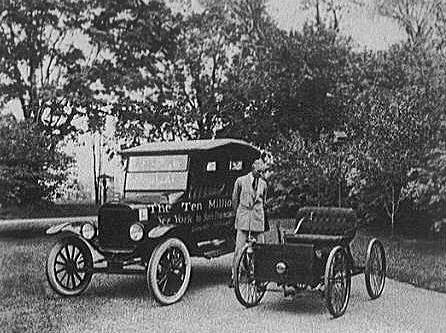
Avec une Ford T en 1924 (première et dix millionième Ford).

Il s'installe dans son hangar à charbon derrière son domicile du 58 Bagley Avenue à Dearborn (berceau historique de l'industrie automobile américaine), dans la banlieue de Détroit, où il expérimente les premiers moteurs à gaz de l'inventeur allemand Nikolaus Otto en 1889, puis passe plus de deux ans de son temps libre à travailler avec des collaborateurs bénévoles à concevoir son rêve : un premier moteur monocylindre en 1893, puis un bicylindre à deux soupapes par cylindre de 1 050 cm3, à essence (éthanol pur) et refroidissement liquide, développant 4 ch, pour motoriser son véhicule expérimental Ford Quadricycle offrant un siège de deux places, avec châssis léger en acier, quatre roues de bicyclette à entraînement par chaîne, un réservoir de onze litres (3 gallons, placé sous le siège), deux vitesses avant, sans marche arrière ni freins, pour une vitesse de pointe de 35 km/h. Le design est très inspiré des Duryea de 1894 (premières voitures à essence américaines de la Duryea Motor Wagon Company de Charles Duryea, vendues à treize exemplaires) et du premier prototype de voiture de 1896 de son ami Charles Brady King,.

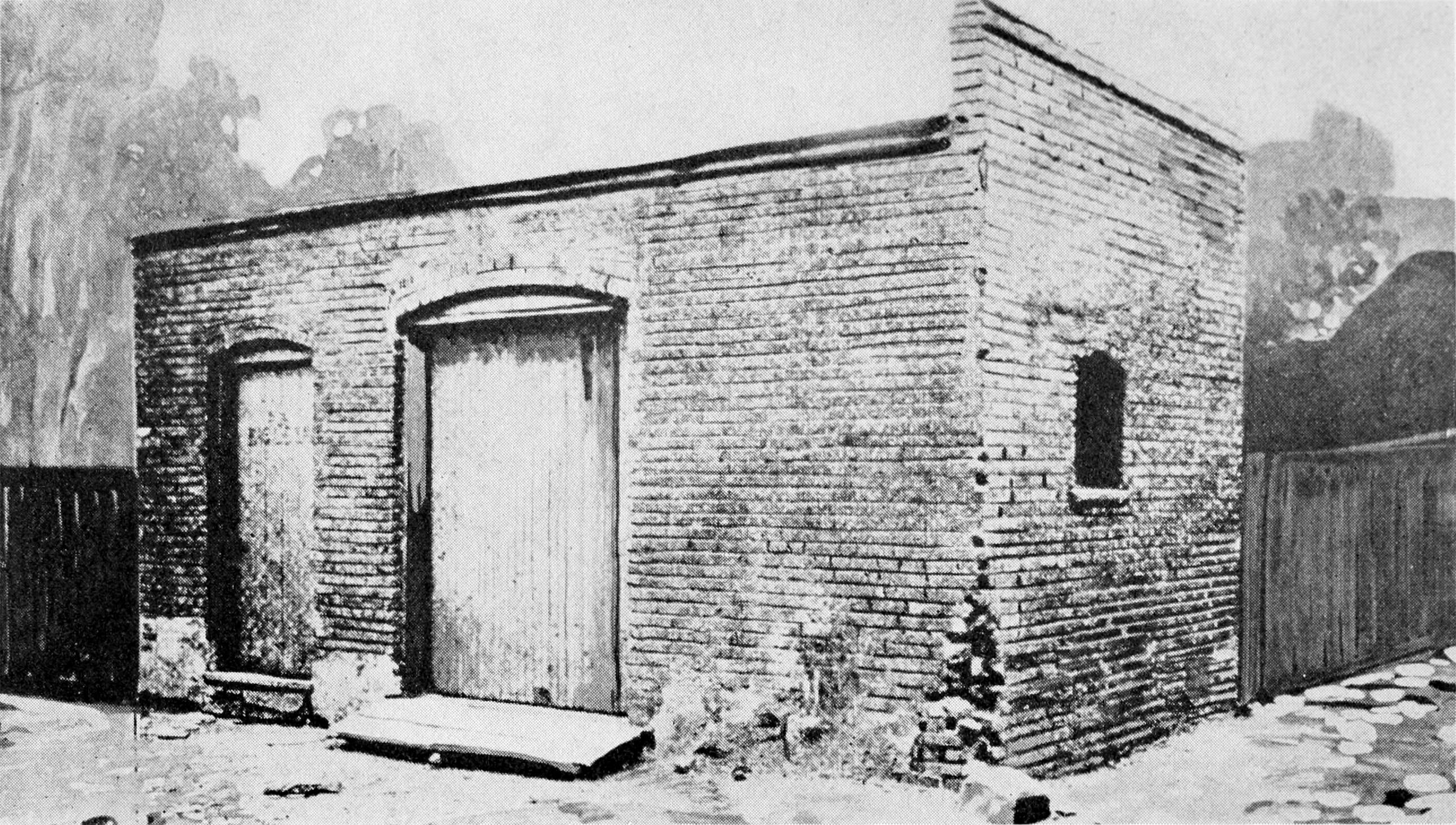
Ancien atelier de son domicile, du 58 Bagley Avenue à Dearborn (Détroit) vers 1900.
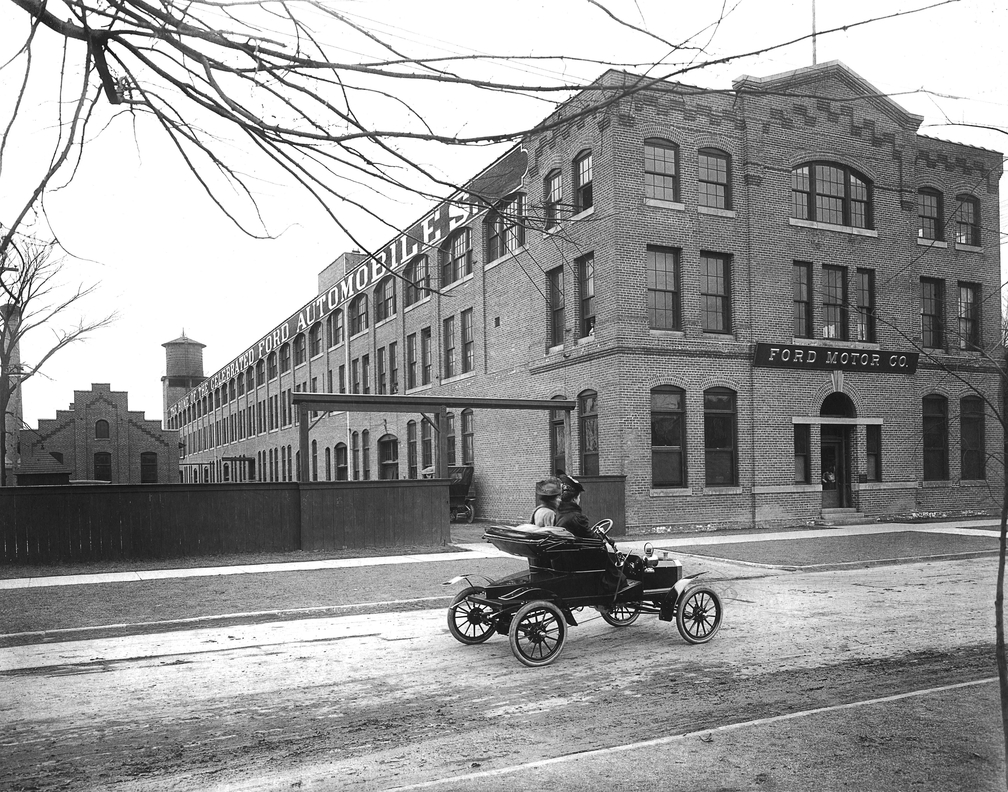
Usine Ford de l'avenue Piquette à Détroit vers 1906.
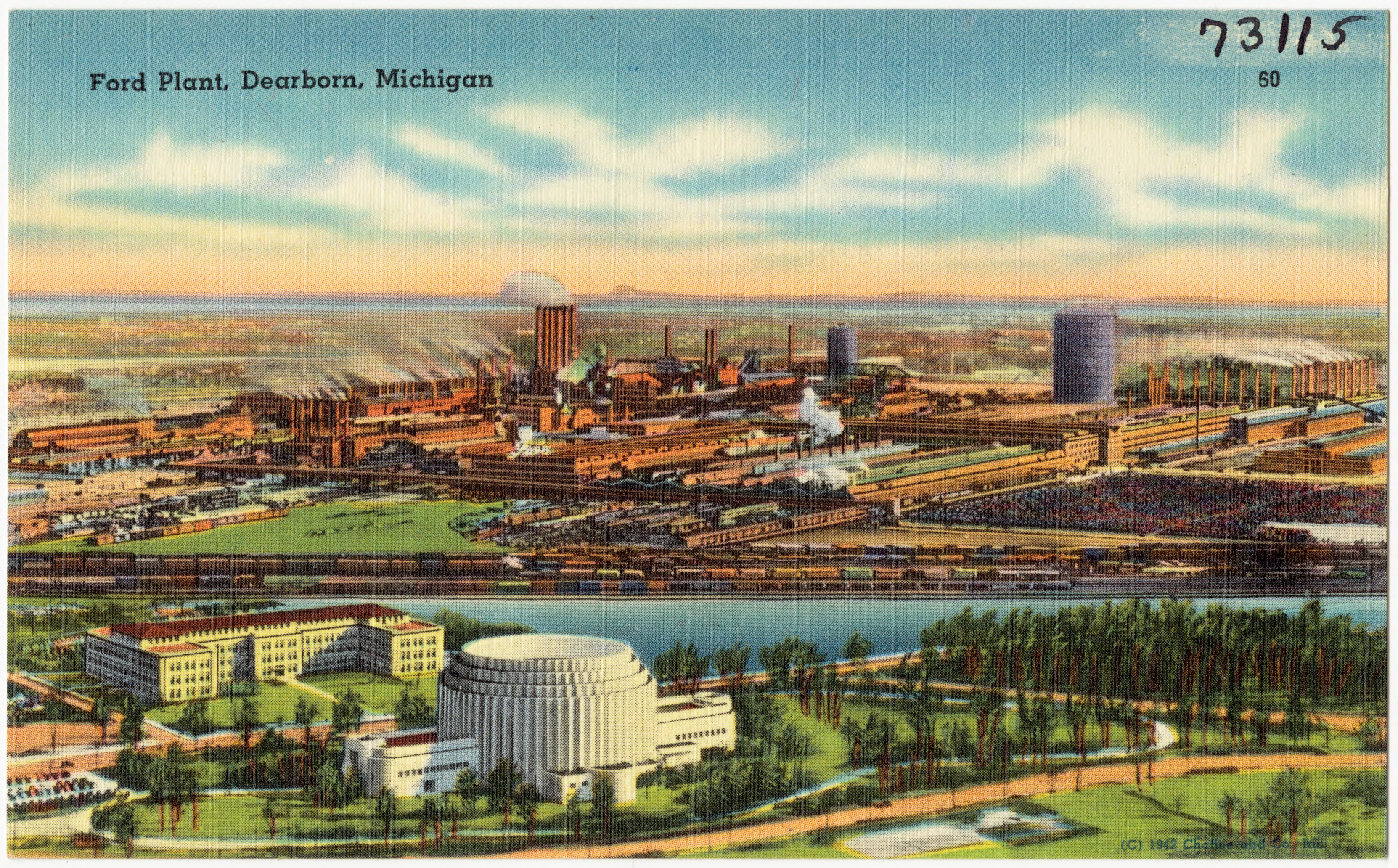
Usine Ford de Dearborn, vers 1930.
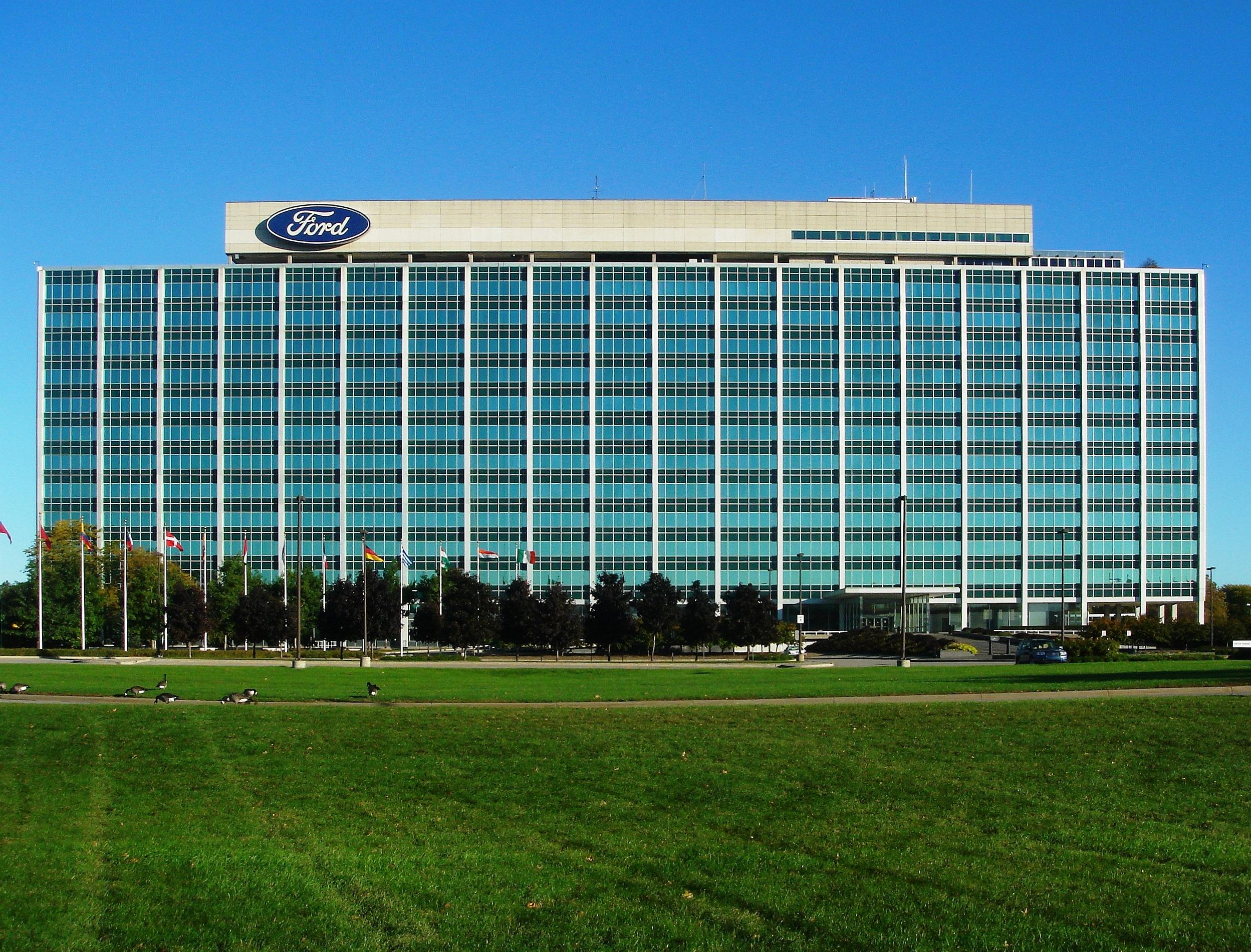
Actuel siège social de Ford à Dearborn.
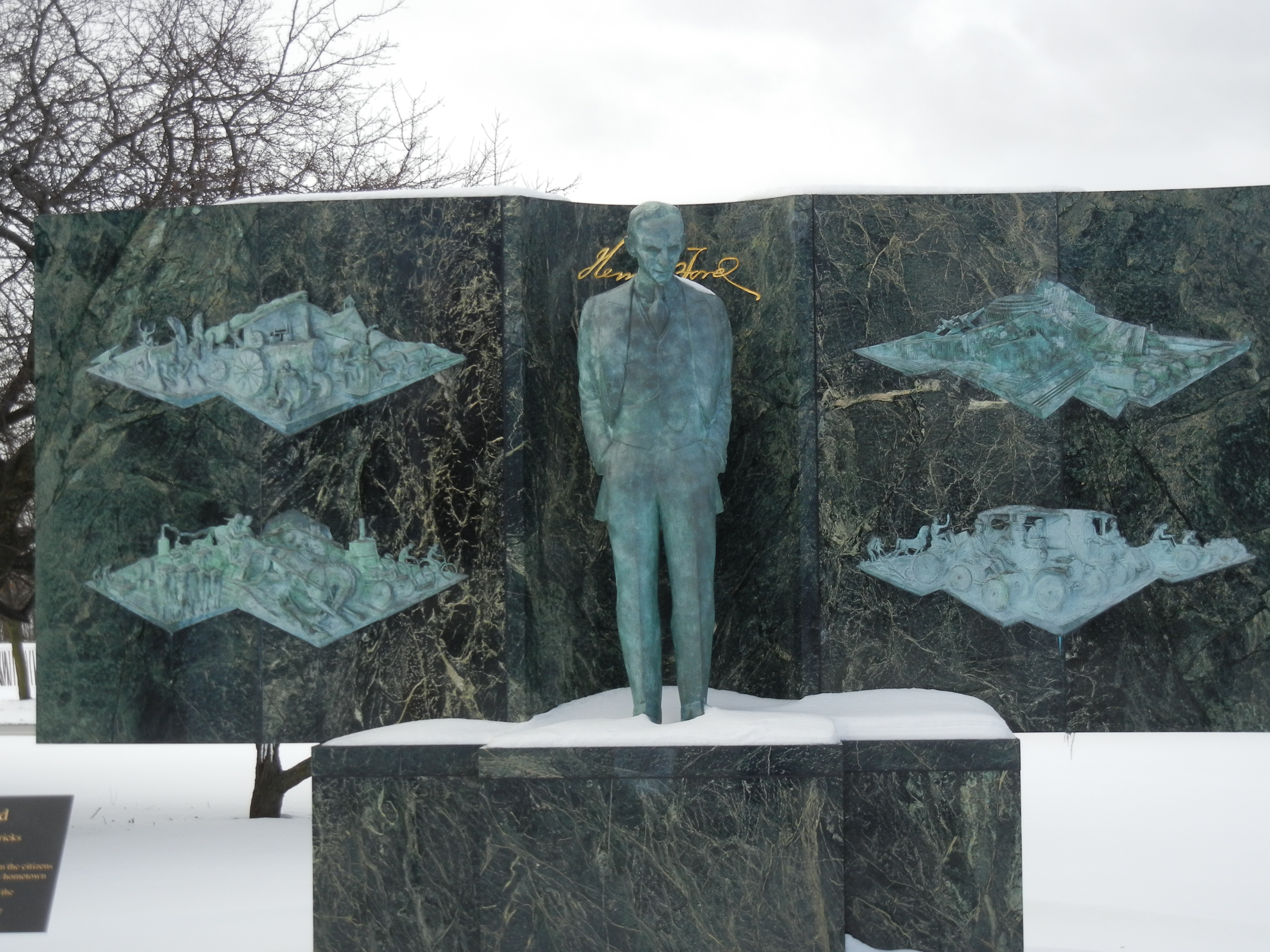
Mémorial Henry Ford de Dearborn.

Le 4 juin de 1896 il réalise avec succès ses premiers essais expérimentaux en faisant le tour des principales avenues de Détroit. Il vend ce prototype 200 dollars à son premier client Charles Ainsley en 1896, et construit deux autres modèles en 1899 et 1901, avec des améliorations techniques telles qu'un volant et un refroidissement par eau (il rachètera son premier prototype pour 65 dollars en 1904, exposé depuis au musée The Henry Ford de Détroit). 
Encouragé entre autres par l'enthousiasme de son employeur Thomas Edison (1847-1931), et par de nombreux partenaires, politiciens, et actionnaires financiers locaux de Détroit, il quitte General Electric pour fonder son empire industriel automobile mondial Ford (baptisé « Detroit Automobile Company » en 1899, « Henry Ford Company » en 1901, et « Ford Motor Company » en 1903) pour fabriquer avec succès ses premières Ford A de 1903 vendues à 1 750 exemplaires, et Ford B de 1904 vendues à environ 500 exemplaires. Sa célèbre Ford T produite à plus de 16 millions d'exemplaires entre 1908 et 1927 (sacrée véhicule du XXe siècle) révolutionne l'histoire de l'automobile et de l'industrie mondiale avec sa méthode révolutionnaire de fabrication bon marché (Taylorisme et Fordisme) selon le modèle de l'American way of life (mode de vie américain) des XXe et XXIe siècles.